# Schronisko na Hali Pysznej
Schronisko im. Władysława Strzeleckiego na Hali Pysznej – nieistniejące schronisko turystyczne w Dolinie Kościeliskiej w Tatrach Zachodnich. Znajdowało się na Hali Pysznej, nieco poniżej Niżnej Pysznej Polany, w pobliżu połączenia potoków Babiego i Pyszniańskiego.

## Historia

### Obiekt niezagospodarowany
Walory zjazdowe okolic Hali Pysznej, w szczególności zaś Siwych Sadów zostały przez pionierów narciarstwa na ziemiach polskich dostrzeżone już w pierwszych latach XX wieku. W 1909 roku znajdujący się na hali szałas należący do Zarządu Dóbr Zakopane został udostępniony Zakopiańskiemu Oddziałowi Narciarzy Towarzystwa Tatrzańskiego („ZON TT”). Po dorobieniu kluczy do drzwi wejściowych oraz zgromadzeniu drewna na opał w pierwszym sezonie zimowym udzielono łącznie 16 noclegów (11 osobom), choć budynek nie posiadał jeszcze tak podstawowych sprzętów jak piec, łóżka czy pościel.
W 1910 roku obiekt został formalnie wydzierżawiony ZON TT na okres 99 lat. Wówczas też rozpoczęto jego doposażanie, w tym dostosowując schron do warunków letnich. Dopiero w 1911 roku do budynku wstawiono prycze, które ustawiono na całej długości jednej z izb. Dzięki temu w szałasie nocować mogło jednocześnie do dziesięciu osób (choć zdarzało się, że w rzeczywistości gości było nawet dwukrotnie więcej). Okiennice i drzwi obito grubą cynkowaną blachą, zabezpieczając je metalowymi sztabami zamykanymi na potężne kłódki. Do środka wstawiono też żelazny piec, a do głównego obiektu dobudowano drewutnię. Dopiero w 1912 roku urządzono drugą, większą izbę położoną na prawo od wejścia, która jednak była bardzo zimna i korzystano z niej jedynie w ostateczności, niekiedy urządzając w niej spiżarnię. W tym samym czasie wytyczono ścieżkę prowadzącą do schroniska z Hali Smytniej.
Okres I wojny światowej niezagospodarowane schronisko przeszło zasadniczo bez szwanku, wobec czego po drobnych naprawach w 1919 roku ponownie zostało udostępnione turystom. Pięć lat później obiekt powiększono, uzyskując dodatkową izbę i zwiększając liczbę miejsc noclegowych na pryczach do 16. Klucze do schroniska (ważące kilka kilogramów metalowe korby) pobierano wówczas i zdawano w Dworcu Tatrzańskim w Zakopanem. Pomimo stosunkowo częstych kradzieży Sekcja Narciarska Polskiego Towarzystwa Tatrzańskiego („SN PTT”, następca ZON TT) w dalszym ciągu inwestowała w wyposażenie budynku – oprócz uzupełnienia sprzętów kuchennych i gospodarstwa domowego wyremontowano też piec, kominy i na nowo oszklono okna. W pobliżu wybudowano też sławojkę.
Niezagospodarowane schronisko cieszyło się bardzo dobrą sławą – zaczęto je określać mianem „narciarskiego Eldorado” i „Mekki” i to pomimo faktu (a być może także ze względu na to), że oferowało ono turystom niezwykle surowe warunki bytowe z dala od jakichkolwiek domostw. Władysław Krygowski w Górach i dolinach po mojemu pisał, że całe wyposażenie pierwszej Pysznej to 2 miednice, wiadro, siekiera, jakieś gwoździe w ścianach, czasem drzewo na opał narąbane życzliwie przez poprzednich lokatorów. Podobnie po latach dawne schronisko wspominali Wanda Gentil-Tippenhauer i Józef Oppenheim:

Tak to powstała sławetna przez lat wiele Pyszna, ostoja wszelkiego bractwa narciarskich łazęgusów górskich. Było to wymarzone schronisko w Tatrach Zachodnich, szczególnie dla narciarzy. Zachodził tam narciarz, zabrawszy klucze z dworca PTT w Zakopanem. Zaglądał chyłkiem góral-kłusownik, dorobionymi korbami otwierając sobie mroczny przybytek. Na pryczach tańczyły myszy, piec dymił niemiłosiernie, zimno wciskało się wszelkimi porami starego szałasu, nie mniej jednak narciarze szaleli za Pyszną. Bytowali tam czasem i tygodniami, odcięci od świata, zawieszeni między niebem a ziemią u stóp Kamienistej i Błyszcza.

### Schronisko po 1932
Schronisko na Pysznej z racji znacznego oddalenia od siedzib ludzkich często bywało dewastowane i okradane przez mieszkańców podgórskich miejscowości. Do najpoważniejszego zdarzenia doszło 9 października 1932 r. Wtedy to pięcioro złodziei dostało się do zamkniętego budynku, znacznie uszkadzając drzwi wejściowe, dach i powałę. Wyniesiono wówczas cały inwentarz schroniska – od koców po lampy i materiały opatrunkowe. Choć wracających doliną złodziei ujęto z łupem, władze PTT – mając także na uwadze powtarzające się włamania do schroniska w Dolinie Starorobociańskiej – doszły do wniosku, że nie da się dłużej utrzymywać w Tatrach schronisk niezagospodarowanych. Już w listopadzie schronisko oddano w najem narciarzowi Stanisławowi Karpielowi z Kir, a sam budynek odczyszczono i wyremontowano. Z datku przekazanego przez wdowę po zmarłym w tym samym roku Leonie Lorii (taterniku, ratowniku i pionierze narciarstwa) wyposażono jedną z izb, między innymi zakupując pięć łóżek. Mianem „Izby Lorii” nazwano większe, zimne i niechętnie wykorzystywane pomieszczenie na parterze.
W 1933 roku przystąpiono do trwającej kilka lat rozbudowy schroniska, która w dużej mierze finansowana była przez Powszechny Zakład Ubezpieczeń Wzajemnych (PZUW) kierowany przez sympatyka SN PTT Władysława Strzeleckiego. Choć cały proces odbywał się etapami, w efekcie powstał sporych rozmiarów budynek. Obiekt powiększano stopniowo: poprzez wznoszenie przybudówek, podwyższenie poddasza, dodawanie kolejnych segmentów zrębu. Ostatecznie centrum schroniska wciąż stanowił stary szałas, który jednak ze wszystkich niemal stron obudowano nowymi elementami. Przyczyną takiego stanu rzeczy było usytuowanie obiektu na obszarze ochrony przyrody. Przypuszczano, że wymagająca stosownych zezwoleń duża inwestycja nie zostałaby zaakceptowana przez odpowiednie władze.

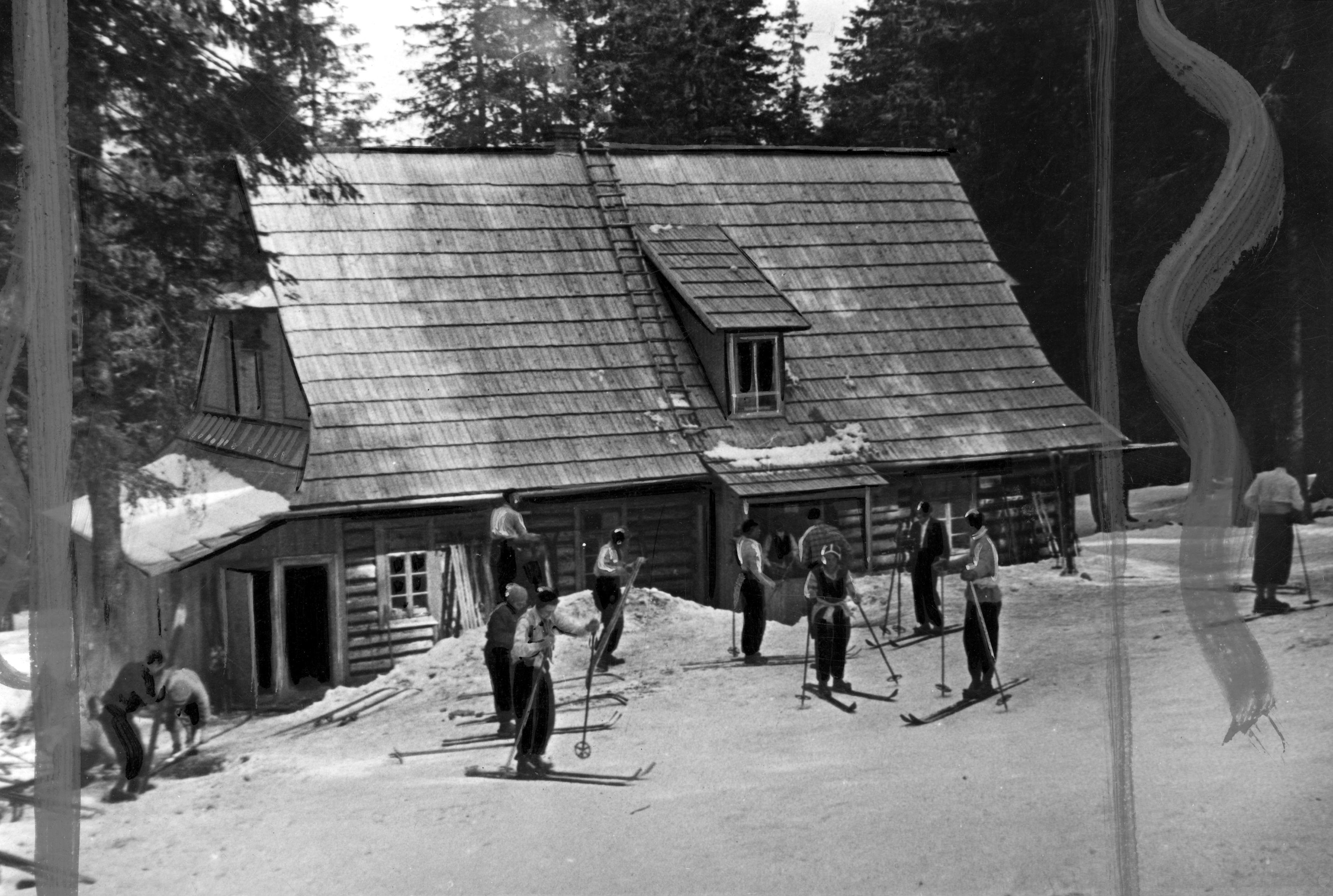
Schronisko po częściowej rozbudowie

W pierwszym roku rozbudowy wybudowano dwa pokoje na poddaszu i oszklono werandę. Zakupiono też 20 łóżek sprężynowych, zwiększając łączną liczbę miejsc noclegowych z 16 do 50, a wkrótce do aż 80. W roku 1934 weranda została powiększona, otynkowano szereg pomieszczeń, dobudowano narciarnię z piecykiem oraz umywalnię dla kobiet. Następnie w 1935 roku znacznie powiększono jadalnię, dobudowano pralnię i suszarnię, pomieszczenia służby, pokój leśniczego, ocieplono pokoje na piętrze. Cały czas uzupełniano także wyposażenie schroniska – zakupiono zarówno meble, jak i np. pościele czy gaśnicę. W sali jadalnej zawieszono fotografie dawnej Pysznej, stare klucze do schroniska (korby), klubowe proporczyki, ceramikę z wzorami góralskimi. Podjęto prace związane z wykopaniem studni i doprowadzeniem wodociągu.
„Nowe” schronisko uroczyście otwarto 13 września 1936 r., nadając mu imię zmarłego niespełna rok wcześniej Władysława Strzeleckiego. W uroczystości udział wzięli przedstawiciele Zarządu Głównego, Oddziału Zakopiańskiego i Sekcji Narciarskiej PTT oraz zaproszeni goście, wśród nich reprezentanci PZUW. Łącznie w roku 1936 udzielono 3631 noclegów.
Obiekt na Hali Pysznej był już wówczas centrum licznych wydarzeń narciarskich organizowanych przez SN PTT na okolicznych stokach. Przykładowo w 1937 roku w pobliżu zorganizowano zawody dla uczczenia 30-lecia istnienia sekcji.
W 1937 roku na stanowisku gospodarza schroniska Zdzisława Ritterschilda (powszechnie znanego jako „Wujek”) zastąpił inny narciarz – młody, choć już utytułowany Stanisław Marusarz. Dnia 29 grudnia tego samego roku odsłonięto tablicę pamiątkową poświęconą patronowi schroniska. Została ona wykonana w Szkole Przemysłu Drzewnego w Zakopanem na podstawie projektu Stanisława Zdyba. Do tego czasu schronisko wyposażono też w oświetlenie gazolinowe. Wiosną 1939 roku rozpoczęto budowę wodociągu, którą sfinansowano z subwencji udzielonej przez PZUW.
Po wybuchu II wojny światowej Marusarz zaangażował się w akcję przerzucania ochotników uciekających z Generalnego Gubernatorstwa na Słowację i Węgry, sam także działał jako kurier tatrzański. Po jego aresztowaniu przez słowacką straż graniczną w marcu 1940 roku schronisko pozostawało puste aż do jesieni. Wówczas to jego gospodarzem został Andrzej Krzeptowski, zaś celem zamknięcia szlaku przerzutowego jeden z pokoi został zajęty na potrzeby patroli niemieckiego Grenzschutzu. W kolejnych latach gospodarzami obiektu byli Antonina Stopka-Olesiak (z ramienia Krzeptowskiego), a wiosną i latem 1944 Kazimierz Musil-Tarłowski. Od jesieni 1944 r. schronisko ponownie stało puste. W pierwszych dniach 1945 roku podczas walki Niemców z radzieckimi partyzantami ukrywającymi się w górnej części Doliny Kościeliskiej jeden z pocisków zapalających trafił w schronisko, które spłonęło 4 bądź 5 stycznia. Zachowała się księga pamiątkowa pełna humorystycznych wpisów i rysunków autorstwa pionierów polskiego narciarstwa, którą w 1939 roku zdeponowano w siedzibie SN PTT w Zakopanem (ostatni wpis nosi datę 30 stycznia 1939).
W latach 30. XX wieku przy schronisku przebiegał niebieski znakowany szlak turystyczny z Hali Smytniej na Pyszniańską Przełęcz i dalej, zbiegający na południową stronę do Doliny Kamienistej. Dnia 11 czerwca 1948 r. cały obszar Doliny Pyszniańskiej został objęty ochroną ścisłą, w pobliżu dawnego schroniska nie prowadzi też żaden szlak turystyczny. W drugiej dekadzie XXI wieku po zniszczonym w 1945 roku budynku pozostały fragmenty kamiennej podmurówki, studni oraz resztki pojedynczych elementów wyposażenia na zarastającej lasem polance. W miejsce zniszczonego schroniska na Hali Pysznej w latach 1947–1949 PTT wybudowało w niższej części doliny, na Małej Polance Ornaczańskiej schronisko, którego pierwszym gospodarzem był Stanisław Marusarz.

## Forma architektoniczna
Początkowo funkcję schroniska pełnił drewniany budynek wzniesiony na planie prostokąta w konstrukcji zrębowej, z wydzielonymi dwiema izbami nakryty dachem półszczytowym. Najbliższy był on formie szałasu pasterskiego lub najprostszej chaty góralskiej. Jak pisze Marzena Kulig, Przebudowy i rozbudowy również odbywały się zgodnie z tradycją budownictwa ludowego i genetycznym rozwojem form chałupy podhalańskiej – poprzez dostawianie kolejnych elementów bryły, dobudowywanie i nadbudowywanie pomieszczeń, a w konsekwencji «obudowanie» pierwotnego zrębu mnóstwem nowych pomieszczeń. W trakcie jednego z wcześniejszych etapów prac dobudowano ganek wejściowy oraz wyględ (pokoik na piętrze wysunięty poza pierwotną połać dachową), zaś w swojej ostatecznej formie schronisko zostało rozbudowane do pokaźnych rozmiarów – z dwukondygnacyjnym użytkowym poddaszem i piętrowym gankiem.
Pod względem architektonicznym schronisko na Pysznej nawet po ostatecznych przebudowach nawiązywało do konserwatywnej architektury lokalnej z elementami stylu witkiewiczowskiego. Pozostawało osadzone w tradycji wernakularyzmu wbrew panującym w latach 30. XX wieku tendencjom modernistycznym odpowiadającym za budowę wysokogórskich szałasów narciarskich akcentujących monumentalny kubizm i funkcjonalizm.